# ピョートル・アンドレーエヴィチ・トルストイ

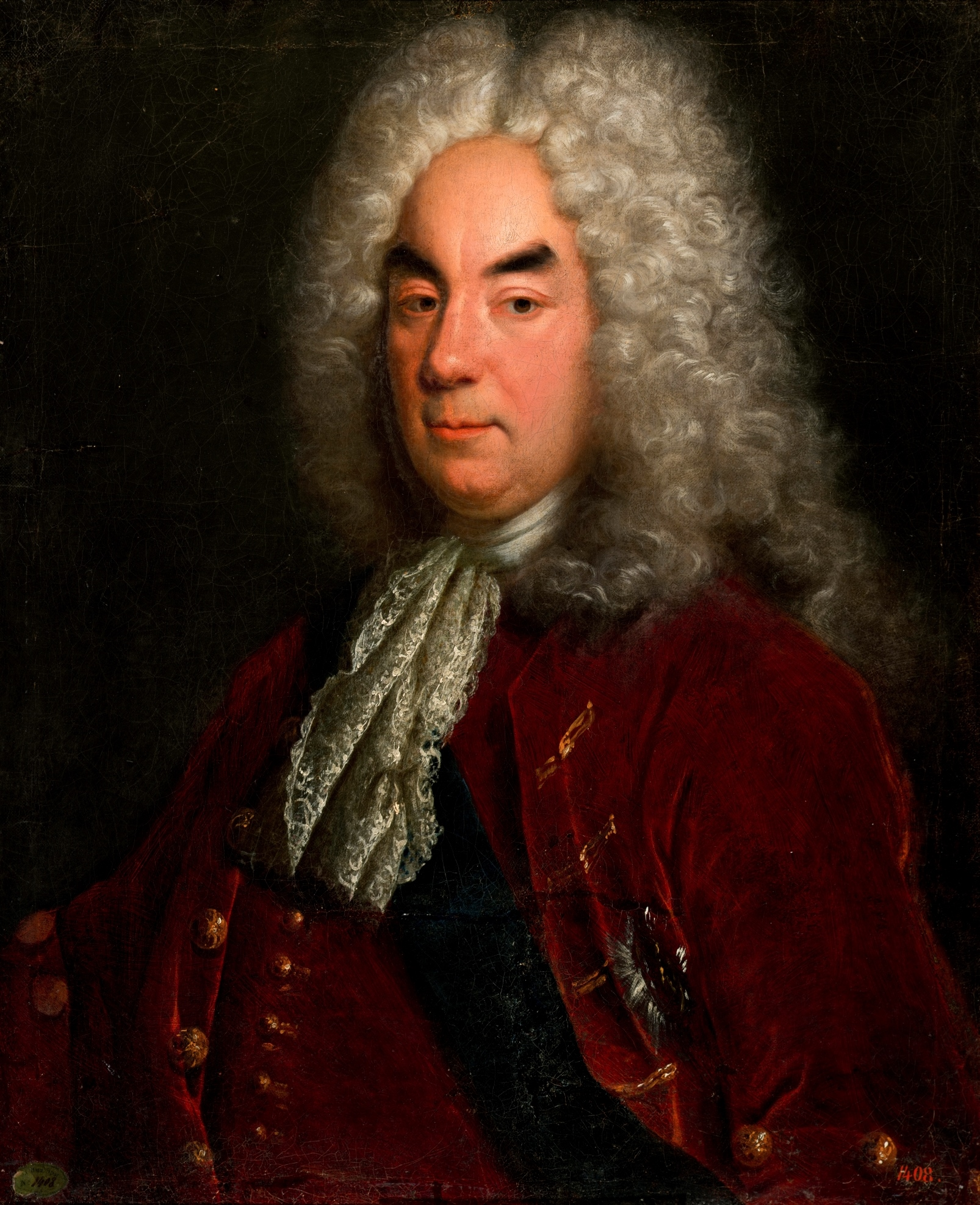
ピョートル・アンドレーエヴィチ・トルストイ、ゲオルク・グセル作。

ピョートル・アンドレーエヴィチ・トルストイ伯爵（ロシア語: Пётр Андреевич Толстой、1645年 - 1729年2月17日）は、ロシア・ツァーリ国およびロシア帝国の貴族、政治家。ピョートル1世とエカチェリーナ1世の治世に活躍した。トルストイ家出身で、レフ・トルストイやアレクセイ・コンスタンチノヴィッチ・トルストイはピョートルの直系の子孫である。

## 生涯
オコーリニチーのアンドレイ・ヴァシリエヴィチ・トルストイの息子として生まれ、1682年にツァーリのフョードル3世の侍従長を務めた。摂政ソフィア・アレクセーエヴナの力を過大視して彼女を熱烈に支持したが、ソフィアが失脚する直前にピョートル1世支持に鞍替えした。ピョートル1世ははじめトルストイから距離を置いたが、1697年にトルストイがヴェネツィアに出向してイタリア語と造船術を学ぶと申し出ると、中年のロシア貴族（トルストイは1697年時点で52歳）がそのような申し出をするとは考えていないピョートル1世はトルストイを信用するようになった。
1701年11月、トルストイはオスマン帝国駐在ロシア大使に任命され、同職初の常駐大使となった。彼は大宰相1人の殺害と邪魔になった秘書1人の毒殺などでオスマン帝国の政治に介入した。トルストイは1709年のポルタヴァの戦い以前もオスマン帝国がスウェーデンに援助しないよう苦心し、スウェーデン王カール12世が戦いに敗れてオスマン帝国領に逃げ込むとその国外追放を要求したが、これはすでに警戒していたオスマン帝国を刺激してしまい、トルストイは1710年10月10日に「7つの塔」に投獄され、オスマン帝国がロシアに宣戦布告した。1714年にロシアに戻ると、元老院議員に任命され、アレクサンドル・メーンシコフの派閥に属するようになった。1717年、ナポリに逃亡したツァレーヴィチ（皇太子）のアレクセイ・ペトロヴィチを連れ戻すと、トルストイの地位は不動のものになり、ピョートル1世はトルストイに多くの栄典や褒賞を与えた。
1725年にピョートル1世が死去すると、トルストイはメーンシコフを助けてツァリーツァ（皇妃）エカチェリーナ1世を帝位につかせた。エカチェリーナ1世はトルストイを伯爵に叙し、新設された最高枢密院の顧問官6人のうちの1人に任命した。1727年、エカチェリーナ1世の死去直前にメーンシコフは次代皇帝にピョートル1世の孫で皇太子アレクセイの息子であるピョートル2世を推挙したが、ピョートル2世の即位が自身の政治生涯の終わり、ひいては家族をも危険に晒すことに等しいと気づいたトルストイは自らの派閥を結成して、ピョートル1世の娘エリザヴェータを支持した。しかし、この時点のメーンシコフの権勢はトルストイでは揺るがせず、1727年5月11日にエカチェリーナ1世が死去すると、82歳のトルストイはその日に白海に浮かぶソロヴェツキー諸島にあるソロヴェツキー修道院に追放され、2年後にそこで死去した。

## 家族
1722年に没した妻との間で2男をもうけた。
- イヴァン・ペトロヴィチ・トルストイ（ロシア語版）（1685年 - 1728年）
- ピョートル・ペトロヴィチ・トルストイ（ロシア語版）（1686年 - 1728年）